# Ley de Educación de Cataluña
La Ley de Educación de Cataluña (LEC) es una ley de rango autonómico aprobada por el Parlamento de Cataluña el 2009 y publicada en el DOGC el 10 de julio de ese mismo año. La ley desarrolla y concreta las competencias de educación que tiene Cataluña en virtud del Estatuto de Cataluña y se basa también en el Pacto Nacional de la Educación, participado por los grupos parlamentarios de CiU, PSC, ERC y ICV-EUiA que representaban en aquella legislatura una amplia mayoría del arco parlamentario. Después de su aprobación, más de 50 diputados del PP presentaron un recurso de inconstitucionalidad ante el Tribunal Constitucional, ya que consideraban que el modelo educativo planteado limitaba los derechos lingüísticos de los ciudadanos de Cataluña y no promovía un modelo de sociedad abierta. El 25 de abril de 2019 el Tribunal Constitucional declaró inconstitucionales diez artículos de la ley.
La LEC apuesta por un servicio de educación de Cataluña donde los centros públicos y concertados participen de los criterios de equidad, excelencia y corresponsabilidad, garantizándoles la suficiencia económica para su funcionamiento, respectando el derecho a la libre elección de centro de los ciudadanos, y el derecho a definir el carácter propio por parte de la titularidad de cada uno de los centros educativos, que la misma ley define para los centros públicos. La ley de educación de Cataluña garantiza también la suficiencia financiera de los centros concertados y potencia la figura del contrato-programa para aquellos centros que participen decididamente en la corresponsabilidad.

## Modernización de los centros públicos
La LEC apuesta de manera decidida por la modernización de la gestión de los centros públicos. Para satisfacer este objetivo, el texto dota de autonomía a los centros para que puedan llevar adelante su propio proyecto educativo adaptado a su entorno. Los centros educativos deberán tener un Proyecto Educativo de Centro (PEC) que contemplará indicadores de progreso.
La autonomía permitirá al centro tener margen de gestión del currículum (con el objetivo de adaptarlo al máximo a las necesidades de los alumnos), autonomía de organización pedagógica (para mejorar la capacidad de gestión de las aulas y de los métodos innovadores), así como de gestión de recursos humanos (los puestos de trabajo docentes se podrán proveer mediante concursos generales, específicos y sistemas de provisión especial) y económicos (para poder decidir las necesidades de material basándose en las necesidades del proyecto educativo).
Otra de las apuestas de la Ley se centra en la figura de la dirección. Así pues, los directores de escuelas e institutos tendrán la categoría de autoridad pública. Per ser nombrados, los directores tendrán que presentar un proyecto de dirección en el cual se tendrá que detallar la gestión del Proyecto Educativo de Centro.
La evaluación pasa a ser uno de los puntos clave de la Ley, pues se hace imprescindible para comprobar la adecuación de los resultados de los proyectos educativos de centro a sus indicadores. La Ley crea la Agencia de Evaluación de la Educación, una entidad que dedicará los esfuerzos a evaluar los proyectos educativos (entendiéndolo como acompañamiento) y también podrá hacer propuestas a la Administración competente para mejorar los currículums generales.

## Docentes
La figura de maestro/a y profesor/a queda reforzada con la posibilidad de creación de cuerpos docentes de la Generalitat que regulen el acceso para oposiciones propias con procedimientos específicos a la vez que la Ley mantiene los derechos del funcionariado docente actual.
Así, el personal docente tendrá su propia carrera profesional, evaluada basándose en el ejercicio profesional docente, la investigación educativa, la aportación al sistema, la formación permanente, los resultados de esta formación aplicados en el aula, y también la antigüedad.
En la escuela concertada, la Ley establece un plazo de tres años a partir de la entrada en vigor para homologar el sueldo del personal docente con el de la escuela pública.

## Comunidad educativa
Con el objetivo de potenciar la comunicación y el compromiso entre las familias y los centros, cada centro tendrá que formular una carta de compromiso educativo en la cual se expresen los objetivos necesarios para lograr un entorno de convivencia y respeto para el desarrollo de las actividades educativas.
A través de esta carta se potencia la participación de las familias en la vida del centro. Las familias tendrán que conocer la carta y tendrán que avenirse a compartir los principios que la inspiran ?que respeten los derechos y las libertades de las familias recogidas en las leyes? y a hacerlas cumplir. El Departamento tendrá que impulsar las orientaciones que determinen los contenidos para la elaboración de esta carta.

## Proximidad
Uno de los ejes principales de la Ley es el de la proximidad, en la medida que confiere a las administraciones locales la categoría de Administración educativa en el ejercicio de las competencias en educación, de manera corresponsable con el Govern de la Generalitat. Las administraciones locales podrán participar en la toma de decisiones a propósito de la educación en su ámbito territorial.
También se crean unidades de planificación, las zonas educativas, en las cuales se podrán desorrollar la planificación de los procesos de escolarización o de recursos humanos, teniendo en cuenta todos los recursos de los cuales dispone el servicio de educación de Cataluña en aquella zona concreta, que previamente tendrá que ser definida.
En este aspecto, la Ley hace también referencia explícita a la participación de los ayuntamientos y las entidades cívicas de los municipios para la organización de actividades extraescolares que favorezcan la integración de los alumnos de los diferentes centros educativos.

## Consolidación del modelo lingüístico catalán
Uno de los títulos de la Ley hace referencia a la lengua y a su utilización en el sistema educativo de Cataluña. El texto consagra el modelo lingüístico definido en la Ley de política lingüística, que hace del catalán la lengua vehicular de la enseñanza en Cataluña y da la posibilidad al Govern de la Generalitat de fijar el currículum de las horas lingüísticas.
Así mismo, la Ley certifica el objetivo del trilingüismo, con el dominio del catalán, el castellano y una tercera lengua de la cual el alumnado tendrá que tener un conocimiento suficiente al final de la educación secundaria obligatoria.

## Presupuestos
La disposición final tercera de la LEC recoge el compromiso de que el Govern incrementará progresivamente los recursos económicos destinados al sistema educativo para lograr los objetivos que marca y situará progresivamente durante los próximos ocho años el gasto educativo, como mínimo, en la media de los países de la Unión Europea, que se sitúa en torno al 6% del PIB.
La Ley de educación de Cataluña va acompañada de una memoria económica que recoge una proyección de la inversión derivada del despliegue de la normativa. En 4 años, los presupuestos educativos se incrementarán en 1000 millones de euros, y en ocho años los presupuestos serán de 1.500 millones de euros.

## Recurso de inconstitucionalidad
Después de su aprobación, más de 50 diputados del PP presentaron un recurso de inconstitucionalidad ante el Tribunal Constitucional, ya que consideraban que el modelo educativo planteado limitaba los derechos lingüísticos de los ciudadanos de Cataluña y no promovía un modelo de sociedad abierta. El 25 de abril de 2019 el Tribunal Constitucional declaró inconstitucionales diez artículos de la ley, pero no la inmersión lingüística en catalán.